# Parad planet
Parad planet (Парад планет) è un film del 1984 diretto da Vadim Jusupovič Abdrašitov.

## Trama
Sei quarantenni hanno vissuto vite completamente diverse, ma all'improvviso intraprendono un fantastico viaggio insieme.